# 10197 Senigalliesi
10197 Senigalliesi (1996 UO) là một tiểu hành tinh vành đai chính được phát hiện ngày 18 tháng 10 năm 1996 bởi V. Goretti ở Pianoro. Nó được đặt theo tên một nhà thiên văn nghiệp dư người Ý Paolo Senigalliesi (1936-1986)